# Objaw Greya Turnera

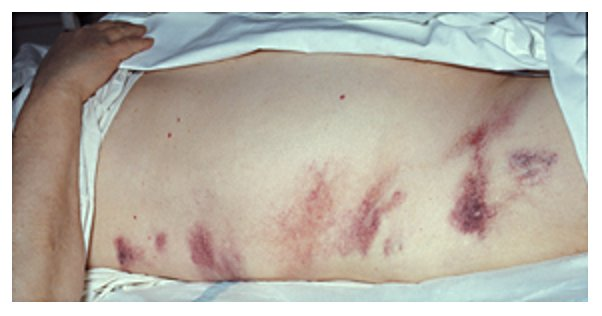
Objaw Greya Turnera

Objaw Greya Turnera (ang. Grey Turner’s sign) – rokowniczo niekorzystny, bardzo rzadki objaw ostrego zapalenia trzustki, opisany w roku 1919 przez George’a Grey Turnera. W dodatnim objawie Grey Turnera obserwuje się brunatnosine plamy podskórnej martwicy tkanki tłuszczowej, zlokalizowane, inaczej niż w objawie Cullena w okolicy lędźwiowej, zwykle lewostronnie.